# 奧恩湖
48°18′43.51″N 10°57′5.72″E / 48.3120861°N 10.9515889°E

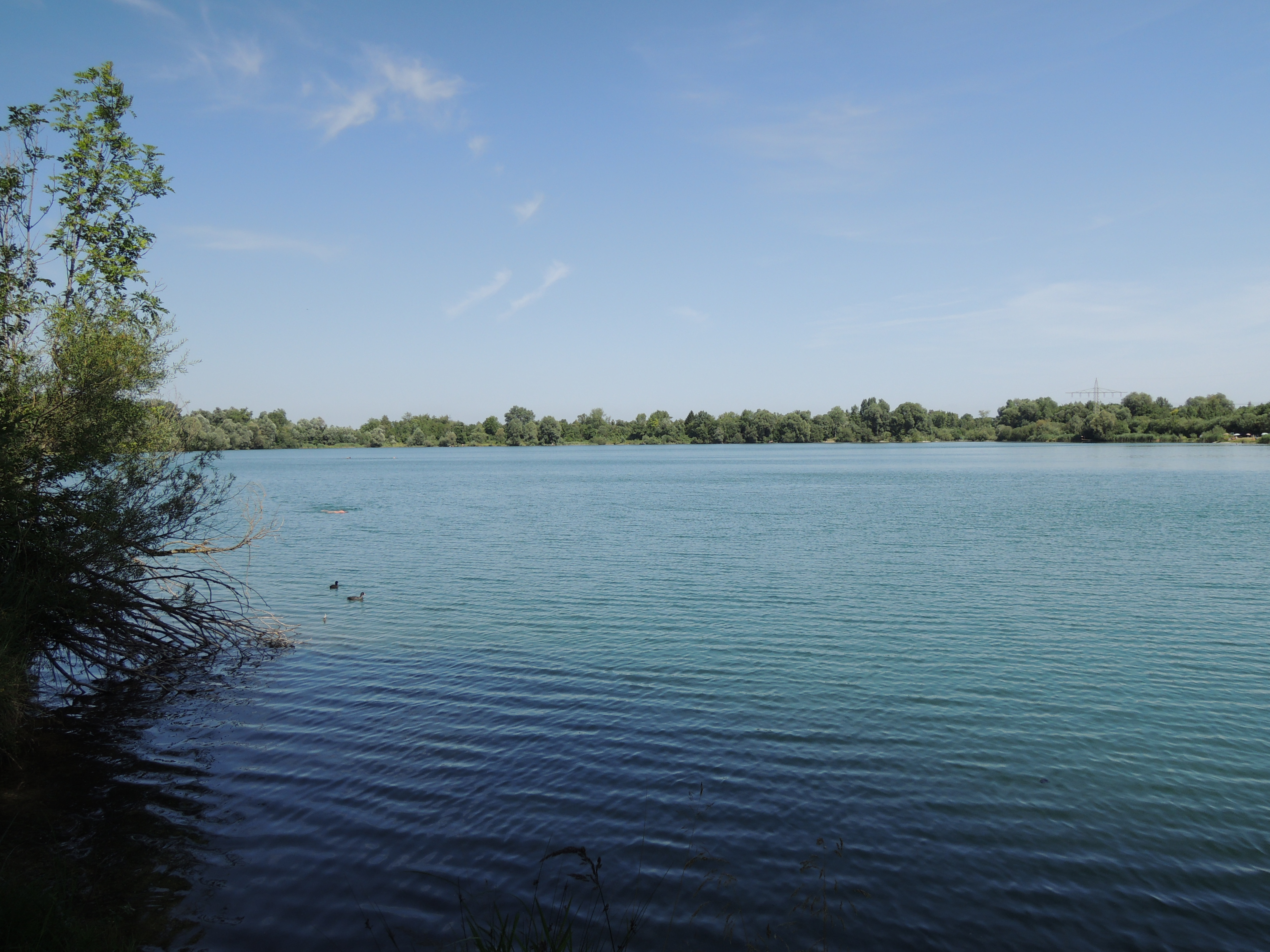

奧恩湖（德語：Auensee），是德國的湖泊，位於該國東南部，由巴伐利亞負責管轄，長0.7公里、寬0.4公里，面積0.18平方公里，海拔高度498米，湖水主要來自地下水和降雨。